# Christian Kreß (Schauspieler)
Christian Kreß (auch Christian Kress geschrieben; * 2. Januar 1971 in Sonthofen; † 22. Juli 2016) war ein deutscher Schauspieler und Regisseur.

## Leben
Seine Schauspielausbildung absolvierte Kreß bei Georg Büttel, Sprechunterricht erhielt er bei Angela Hundsdorfer.
In den Jahren 1993 bis 1999 wirkte Kreß beim Chiemgauer Volkstheater an zahlreichen Fernsehaufzeichnungen in Hauptrollen oder als Regisseur mit. Daneben war er 1994 bis 2012 Ensemblemitglied an der Iberl Bühne Solln.
In Episode 24 der Fernsehserie Der Bulle von Tölz, Treibjagd, stand Christian Kreß gemeinsam mit seinem älteren Bruder Tom vor der Kamera.
Ab 2011 bis zu seinem Tod war Kreß Ensemblemitglied des Tegernseer Volkstheaters.

## Filmografie (Auswahl)

### Als Schauspieler
- 1993–2007: Chiemgauer Volkstheater: 
  - 1993: Nix für unguat (als Michl Hopfenberger)
  - 1993: Der Hallodri (als Hausknecht Wastl)
  - 1993: Seine Majestät der Kurgast (als Knecht Wastl)
  - 1993: Der Jäger von Fall (als Hans)
  - 1993: Die kleine Welt (als Lehrling Maxl)
  - 1996: Der Sündenfall (als Schorsch Wandinger)
  - 1996: Der Paradebayer (als Anselm Wirnhart)
  - 1996: Die bayerische Miss Marple (als Charly Brunner)
  - 1996: Der Ehestreik (als Mann aus dem Dorf)
  - 1996: Frau Sonnenschein (als Nikolaus Obertshauser)
  - 1997: Zwei Väter zuviel (als Stefan Winkler)
  - 1997: Kultur zum Jubiläum (als Manfred Kurzmeier)
  - 1997: Starker Tobak (als Vitus Feichtinger)
  - 1997: Der Meisterboxer (als Anton Breitenbacher)
  - 1997: Die Keuschheitskonkurrenz (als Toni Salvamoser)
  - 1998: A lästiger Bettgesell (als Berti Hamberger)
  - 1998: Die Power-Paula (als Flori Wiesbeck)
  - 1998: Und oben wohnen Engel (als Ulli)
  - 1998: Halleluja beinand (als Wolfi)
  - 1998: Die Probenacht (als Knecht)
  - 1999: Streit übern Zaun (als Boris Engerling)
  - 1999: Der blaue Heinrich (als Sperling)
  - 1999: Kavalier auf Abruf (als Musiker Snoopy)
  - 2007: Der Silvesterstar (als Jörg Obermeier)
- 1997: Forsthaus Falkenau: Überraschungen
- 1997: Der Bulle von Tölz: Waidmanns Zank
- 2000: Der Bulle von Tölz: Treibjagd
- 2008: Wieder daheim (Fernsehfilm)
- 2014: Tegernseer Volkstheater: Schneesturm

### Als Regisseur
- 1998: Chiemgauer Volkstheater: Renn, Oma, renn!
- 1999: Chiemgauer Volkstheater: Das verkaufte Dorf